# Acacia suberosa
Acacia suberosa é uma espécie de leguminosa do gênero Acacia, pertencente à família Fabaceae.